# Округ Грант (Њу Мексико)
Грант (енгл. Grant County) је округ у америчкој савезној држави Њу Мексико.

## Демографија
По попису из 2010. године број становника је 29.514, што је 1.488 (-4,8%) становника мање него 2000. године.
| Група             | 2000.          | 2010.          |
| Белци             | 15.048 (48,5%) | 14.356 (48,6%) |
| Афроамериканци    | 162 (0,5%)     | 255 (0,9%)     |
| Азијати           | 89 (0,3%)      | 123 (0,4%)     |
| Хиспаноамериканци | 15.126 (48,8%) | 14.252 (48,3%) |
| Укупно            | 31.002         | 29.514         |